# TRIAP1
TRIAP1 (англ. TP53 regulated inhibitor of apoptosis 1) – білок, який кодується однойменним геном, розташованим у людей на 12-й хромосомі. Довжина поліпептидного ланцюга білка становить 76 амінокислот, а молекулярна маса — 8 786.
| 10         |  | 20         |  | 30         |  | 40         |  | 50         |
| ---------- |  | ---------- |  | ---------- |  | ---------- |  | ---------- |
| MNSVGEACTD |  | MKREYDQCFN |  | RWFAEKFLKG |  | DSSGDPCTDL |  | FKRYQQCVQK |
| AIKEKEIPIE |  | GLEFMGHGKE |  | KPENSS     |  |            |  |            |

A: Аланін

C: Цистеїн

D: Аспарагінова кислота

E: Глутамінова кислота

F: Фенілаланін

G: Гліцин

H: Гістидин

I: Ізолейцин

K: Лізин

L: Лейцин

M: Метіонін

N: Аспарагін

P: Пролін

Q: Глутамін

R: Аргінін

S: Серин

T: Треонін

V: Валін

W: Триптофан

Задіяний у таких біологічних процесах, як апоптоз, транспорт, транспорт ліпідів, ацетилювання. 
Локалізований у цитоплазмі, мітохондрії.